# Shorttrack-Weltcup 2010/11
Der Shorttrack-Weltcup 2010/11 (Sponsorenname: Korean Air World Cup Short Track ISU 2010/11) ist eine von der Internationalen Eislaufunion (ISU) veranstaltete Wettkampfserie im Shorttrack. Die Saison begann am 22. Oktober 2010 im kanadischen Montreal und endete am 20. Februar 2011 im deutschen Dresden. Innerhalb dieser vier Monate fanden an sechs unterschiedlichen Orten in vier verschiedenen Ländern auf drei Kontinenten Weltcuprennen statt. 

## Vorfeld

### Reglementänderungen
Für die Saison 2010/11 veränderte die ISU Teile des Reglements. Dies betraf unter anderem die folgenden Punkte:
- Regelverstöße werden nicht mehr in allen Fällen gleich geahndet (wie bisher mit einer Disqualifikation). Stattdessen gibt es differenzierte Strafen: Die niedrigste Stufe ist ein Penalty (engl.: Strafe), bei der der betroffene Sportler lediglich von diesem Lauf ausgeschlossen ist, aber weiterhin am Wettkampf teilnehmen kann. Wird ein Athlet zweimal im gleichen Wettkampf durch einen Penalty bestraft oder zeigt er „besonders fahrlässiges oder gefährliches Verhalten“, erhält er die Gelbe Karte und wird vom gesamten Rennen ausgeschlossen. Auf zwei Gelbe Karten oder auf eine „vorsätzliche Gefährdung“ folgt die Rote Karte; der Shorttracker wird von der gesamten Veranstaltung ausgeschlossen. Geschieht dies zweimal innerhalb eines Jahres, wird der Läufer für zwei Monate beziehungsweise für mindestens drei internationale Veranstaltungen gesperrt.
- Kommt es beim Überholen zu einem Sturz, ist nicht mehr automatisch der Überholende der Schuldige. Stattdessen entscheidet der Kampfrichter, welcher Sportler bestraft wird.
- Nach zwei Fehlstarts wird ein Läufer aus dem Rennen ausgeschlossen.
- Bei Wettkämpfen sind keine Kurvenrichter mehr erforderlich.

### Teilnehmende Länder und ihre Kader

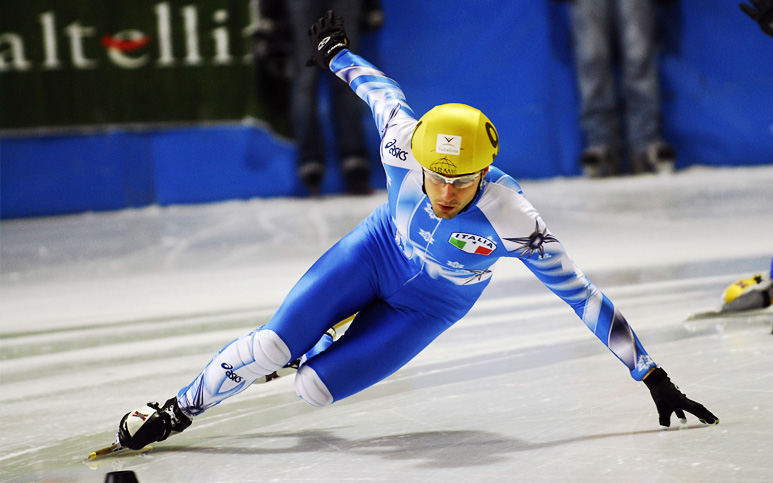
Nicola Rodigari ist Teil des italienischen Aufgebotes.

Für den ersten Shorttrack-Weltcup der Saison im kanadischen Montreal meldeten 23 Staaten Teilnehmer an, darunter auch „Shorttrack-Exoten“ wie Bosnien-Herzegowina oder Indien, die in dieser Sportart bisher keine großen Erfolge erreichten. Von den 23 Teilnehmerländern kamen zwei aus Nordamerika, 16 aus Europa und fünf aus Asien. Nicht am Start sind Sportler aus Südkorea, die regelmäßig bei Weltcups und Großereignissen am erfolgreichsten abschnitten. Die Gründe für den Verzicht sind unklar. Im Sommer 2010 hatte der südkoreanische Verband mehrere Shorttracker, darunter auch den Doppelolympiasieger Lee Jung-su gesperrt, nachdem bekannt geworden war, dass sie im Vorfeld eines Ausscheidungsrennens verbotene Abmachungen getroffen hatten.
Von den teilnehmenden Mannschaften ermittelten einige wie das US-amerikanische oder das deutsche Team ihre Weltcupstarter in nationalen Qualifikationen, bei anderen Nationen stellte der Trainer die Mannschaft zusammen. Viele Teams stellten zunächst lediglich das Aufgebot für die ersten beiden Weltcup-Stationen in Nordamerika vor; für die restlichen vier Veranstaltungen kann sich der Kader noch ändern.
| Name            |
| --------------- |
| Travis Jayner   |
| Jeff Simon      |
| Simon Cho       |
| Kyle Carr       |
| Anthony Lobello |
| Robert Lawrence |

| Name              |
| ----------------- |
| Lana Gehring      |
| Alyson Dudek      |
| Katherine Reutter |
| Jessica Smith     |
| Emily Scott       |
| Morgan Izykowski  |

| Name              |
| ----------------- |
| Matteo Compagnoni |
| Yuri Confortola   |
| Tommaso Dotti     |
| Edoardo Reggiani  |
| Nicola Rodigari   |
| Davide Viscardi   |

| Name              |
| ----------------- |
| Arianna Fontana   |
| Cecilia Maffei    |
| Arianna Valcepina |
| Martina Valcepina |
| Elena Viviani     |

| Name                 |
| -------------------- |
| Niels Kerstholt      |
| Sjinkie Knegt        |
| Daan Breeuwsma       |
| Freek van der Wart   |
| Koen Hakkenberg      |
| Christiaan Bökkerink |

| Name              |
| ----------------- |
| Annita van Doorn  |
| Jorien ter Mors   |
| Yara van Kerkhof  |
| Sanne van Kerkhof |
| Jessica Ausma     |

| Name            |
| --------------- |
| Paul Herrmann   |
| Robert Becker   |
| Daniel Zetzsche |
| Hannes Kröger   |
| Torsten Kröger  |
| Christoph Milz  |

| Name               |
| ------------------ |
| Christin Priebst   |
| Bianca Walter      |
| Julia Riedel       |
| Josephine Meschnik |
| Elisa Lenke        |
| Efi Papakonstanti  |

## Austragungsorte
Im Sommer 2010 veröffentlichte die ISU das Weltcupprogramm für den Winter 2010/11. Nachdem die olympische Saison 2009/10 aus nur vier Weltcups bestanden hat, vergrößerte sich die Zahl der Weltcupstationen für 2010/11 wieder auf sechs. Wie in den meisten bisher ausgetragenen Shorttrack-Saisonen verteilten sich diese Stationen auf die drei Kontinente, die den Großteil der Sportler stellen: Je zwei Weltcups fanden an aufeinanderfolgenden Wochenenden in Asien, Nordamerika sowie Europa statt. Die beiden nordamerikanischen Stationen befanden sich beide in der kanadischen Provinz Québec und lagen lediglich 250 Kilometer voneinander entfernt. Eine doppelt so große Distanz liegt zwischen den beiden asiatischen Orten, in denen Weltcups ausgetragen wurden, Shanghai und Changchun, die sich beide in China befinden. Diese vergleichsweise geringen Strecken erleichterten die Ortswechsel innerhalb des Weltcups. Nach einem Weltcup in Moskau endete die Saison in Dresden, das nach 2009 zum zweiten Mal das Weltcupfinale ausrichtete.

## Resultate

### Frauen

#### Weltcup-Übersicht
| Datum                                                                              | Ort       | Disziplin      | Siegerin                                                                   | Zweite                                                                      | Dritte                                                                          |
| ---------------------------------------------------------------------------------- | --------- | -------------- | -------------------------------------------------------------------------- | --------------------------------------------------------------------------- | ------------------------------------------------------------------------------- |
| 22. bis 24. Oktober 2010                                                           | Montreal  | 500 m          | Marianne St-Gelais                                                         | Arianna Fontana                                                             | Valérie Lambert                                                                 |
| 22. bis 24. Oktober 2010                                                           | Montreal  | 1000 m         | Katherine Reutter                                                          | Marianne St-Gelais                                                          | Liu Qiuhong                                                                     |
| 22. bis 24. Oktober 2010                                                           | Montreal  | 1500 m         | Lana Gehring                                                               | Zhou Yang                                                                   | Valerie Maltais                                                                 |
| 22. bis 24. Oktober 2010                                                           | Montreal  | 1500 m         | Katherine Reutter                                                          | Marie-Ève Drolet                                                            | Zhou Yang                                                                       |
| 22. bis 24. Oktober 2010                                                           | Montreal  | 3000 m Staffel | Volksrepublik ChinaZhou Yang Liu Qiuhong Zhang Hui Fan Kexin               | Vereinigte StaatenKatherine Reutter Lana Gehring Alyson Dudek Jessica Smith | KanadaValérie Maltais Marianne St-Gelais Marie-Ève Drolet Valérie Lambert       |
| 22. bis 24. Oktober 2010                                                           | Montreal  | Team           | Kanada                                                                     | Volksrepublik China                                                         | Vereinigte Staaten                                                              |
| 29. bis 31. Oktober 2010                                                           | Québec    | 500 m          | Marianne St-Gelais                                                         | Arianna Fontana                                                             | Fan Kexin                                                                       |
| 29. bis 31. Oktober 2010                                                           | Québec    | 1000 m         | Lana Gehring                                                               | Arianna Fontana                                                             | Marianne St-Gelais                                                              |
| 29. bis 31. Oktober 2010                                                           | Québec    | 1000 m         | Zhou Yang                                                                  | Katherine Reutter                                                           | Elise Christie                                                                  |
| 29. bis 31. Oktober 2010                                                           | Québec    | 1500 m         | Zhou Yang                                                                  | Katherine Reutter                                                           | Biba Sakurai                                                                    |
| 29. bis 31. Oktober 2010                                                           | Québec    | 3000 m Staffel | Volksrepublik ChinaZhou Yang Liu Qiuhong Zhang Hui Fan Kexin               | KanadaValérie Maltais Marianne St-Gelais Jessica Hewitt Valérie Lambert     | Vereinigte StaatenKatherine Reutter Lana Gehring Morgan Izykowski Jessica Smith |
| 29. bis 31. Oktober 2010                                                           | Québec    | Team           | Volksrepublik China                                                        | Kanada                                                                      | Vereinigte Staaten                                                              |
| 3. bis 5. Dezember 2010                                                            | Changchun | 500 m          | Zhao Nannan                                                                | Liu Qiuhong                                                                 | Fan Kexin                                                                       |
| 3. bis 5. Dezember 2010                                                            | Changchun | 500 m          | Zhao Nannan                                                                | Fan Kexin                                                                   | Kim Dam Min                                                                     |
| 3. bis 5. Dezember 2010                                                            | Changchun | 1000 m         | Yang Shin-young                                                            | Marie-Ève Drolet                                                            | Zhou Yang                                                                       |
| 3. bis 5. Dezember 2010                                                            | Changchun | 1500 m         | Katherine Reutter                                                          | Cho Ha-ri                                                                   | Biba Sakurai                                                                    |
| 3. bis 5. Dezember 2010                                                            | Changchun | 3000 m Staffel | SüdkoreaKim Dam Min Cho Ha-ri Yang Shin-young Hwang Hyunsun                | Volksrepublik ChinaZhou Yang Liu Qiuhong Zhang Hui Fan Kexin                | NiederlandeAnnita van Doorn Sanne van Kerkhof Yara van Kerkhof Jorien ter Mors  |
| 3. bis 5. Dezember 2010                                                            | Changchun | Team           | Volksrepublik China                                                        | Südkorea                                                                    | Vereinigte Staaten                                                              |
| 10. bis 12. Dezember 2010                                                          | Shanghai  | 500 m          | Zhao Nannan                                                                | Liu Qiuhong                                                                 | Jessica Gregg                                                                   |
| 10. bis 12. Dezember 2010                                                          | Shanghai  | 1000 m         | Cho Ha-ri                                                                  | Zhou Yang                                                                   | Liu Qiuhong                                                                     |
| 10. bis 12. Dezember 2010                                                          | Shanghai  | 1500 m         | Yang Shin-young                                                            | Hwang Hyunsun                                                               | Kim Dam Min                                                                     |
| 10. bis 12. Dezember 2010                                                          | Shanghai  | 1500 m         | Cho Ha-ri                                                                  | Park Seung-hi                                                               | Zhou Yang                                                                       |
| 10. bis 12. Dezember 2010                                                          | Shanghai  | 3000 m Staffel | Volksrepublik ChinaZhou Yang Liu Qiuhong Zhang Hui Fan Kexin               | SüdkoreaKim Dam Min Cho Ha-ri Yang Shin-young Park Seung-hi                 | ItalienArianna Fontana Martina Valcepina Elena Viviani Cecilia Maffei           |
| 10. bis 12. Dezember 2010                                                          | Shanghai  | Team           | Volksrepublik China                                                        | Südkorea                                                                    | Kanada                                                                          |
| 14. Januar bis 16. Januar 2011 Shorttrack-Europameisterschaften 2011 in Heerenveen |           |                |                                                                            |                                                                             |                                                                                 |
| 11. Februar bis 13. Februar 2011                                                   | Moskau    | 500 m          | Marianne St-Gelais                                                         | Liu Qiuhong                                                                 | Martina Valcepina                                                               |
| 11. Februar bis 13. Februar 2011                                                   | Moskau    | 1000 m         | Yang Shin-young                                                            | Hwang Hyunsun                                                               | Li Jianrou                                                                      |
| 11. Februar bis 13. Februar 2011                                                   | Moskau    | 1000 m         | Katherine Reutter                                                          | Hwang Hyunsun                                                               | Kim Dam Min                                                                     |
| 11. Februar bis 13. Februar 2011                                                   | Moskau    | 1500 m         | Katherine Reutter                                                          | Cho Ha-ri                                                                   | Kim Dam Min                                                                     |
| 11. Februar bis 13. Februar 2011                                                   | Moskau    | 3000 m Staffel | Volksrepublik ChinaLi Jianrou Liu Qiuhong Zhang Hui Fan Kexin              | KanadaJessica Gregg Marianne St-Gelais Marie-Ève Drolet Jessica Hewitt      | ItalienArianna Fontana Martina Valcepina Elena Viviani Cecilia Maffei           |
| 11. Februar bis 13. Februar 2011                                                   | Moskau    | Team           | Südkorea                                                                   | Volksrepublik China                                                         | Kanada                                                                          |
| 18. bis 20. Februar 2011                                                           | Dresden   | 500 m          | Marianne St-Gelais                                                         | Liu Qiuhong                                                                 | Martina Valcepina                                                               |
| 18. bis 20. Februar 2011                                                           | Dresden   | 500 m          | Marianne St-Gelais                                                         | Martina Valcepina                                                           | Liu Qiuhong                                                                     |
| 18. bis 20. Februar 2011                                                           | Dresden   | 1000 m         | Yang Shin-young                                                            | Yui Sakai                                                                   | Marie-Ève Drolet                                                                |
| 18. bis 20. Februar 2011                                                           | Dresden   | 1500 m         | Yang Shin-young                                                            | Marie-Ève Drolet                                                            | Hwang Hyunsun                                                                   |
| 18. bis 20. Februar 2011                                                           | Dresden   | 3000 m Staffel | Vereinigte StaatenKatherine Reutter Lana Gehring Emily Scott Jessica Smith | SüdkoreaHwang Hyunsun Cho Ha-ri Yang Shin-young Park Seung-hi               | KanadaMarie-Ève Drolet Marianne St-Gelais Jessica Hewitt Valérie Maltais        |
| 18. bis 20. Februar 2011                                                           | Dresden   | Team           | Kanada                                                                     | Südkorea                                                                    | Vereinigte Staaten                                                              |
| 11. März bis 13. März 2011 Shorttrack-Weltmeisterschaften 2011 in Sheffield        |           |                |                                                                            |                                                                             |                                                                                 |
| 19. und 20. März 2011 Shorttrack-Teamweltmeisterschaften 2011 in Warschau          |           |                |                                                                            |                                                                             |                                                                                 |

#### Weltcupstände
| Rang | Name               | Punkte |
| ---- | ------------------ | ------ |
| 1    | Marianne St-Gelais | 5000   |
| 2    | Liu Qiuhong        | 4250   |
| 3    | Zhao Nannan        | 3840   |
| 4    | Fan Kexin          | 3412   |
| 5    | Martina Valcepina  | 2725   |
| 6    | Arianna Fontana    | 2452   |
| 7    | Erika Huszár       | 1373   |
| 8    | Yui Sakai          | 1289   |

| Rang | Name              | Punkte |
| ---- | ----------------- | ------ |
| 1    | Katherine Reutter | 3136   |
| 2    | Yang Shin-young   | 3000   |
| 3    | Zhou Yang         | 2440   |
| 4    | Lana Gehring      | 2394   |
| 5    | Liu Qiuhong       | 2202   |
| 6    | Marie-Ève Drolet  | 2147   |
| 7    | Yui Sakai         | 2088   |
| 8    | Hwang Hyunsun     | 2014   |

| Rang | Name              | Punkte |
| ---- | ----------------- | ------ |
| 1    | Katherine Reutter | 4210   |
| 2    | Zhou Yang         | 3490   |
| 3    | Cho Ha-ri         | 2600   |
| 4    | Marie-Ève Drolet  | 2400   |
| 5    | Kim Dam Min       | 2382   |
| 6    | Yang Shin-young   | 2000   |
| 7    | Biba Sakurai      | 1572   |
| 8    | Bernadett Heidum  | 1554   |

| Rang | Team                | Punkte |
| ---- | ------------------- | ------ |
| 1    | Volksrepublik China | 4000   |
| 2    | Kanada              | 2880   |
| 3    | Vereinigte Staaten  | 2850   |
| 4    | Südkorea            | 2810   |
| 5    | Italien             | 2018   |
| 6    | Japan               | 1946   |
| 7    | Niederlande         | 1890   |
| 8    | Russland            | 1394   |

| Rang | Team                | Punkte |
| ---- | ------------------- | ------ |
| 1    | Volksrepublik China | 5112   |
| 2    | Kanada              | 4490   |
| 3    | Südkorea            | 3400   |
| 4    | Vereinigte Staaten  | 2694   |
| 5    | Japan               | 2684   |
| 6    | Italien             | 2070   |
| 7    | Niederlande         | 1958   |
| 8    | Russland            | 1416   |

### Männer

#### Weltcup-Übersicht
| Datum                                                                              | Ort       | Disziplin      | Sieger                                                                        | Zweiter                                                                       | Dritter                                                                    |
| ---------------------------------------------------------------------------------- | --------- | -------------- | ----------------------------------------------------------------------------- | ----------------------------------------------------------------------------- | -------------------------------------------------------------------------- |
| 22. bis 24. Oktober 2010                                                           | Montreal  | 500 m          | Charles Hamelin                                                               | Simon Cho                                                                     | Liang Wenhao                                                               |
| 22. bis 24. Oktober 2010                                                           | Montreal  | 1000 m         | Thibaut Fauconnet                                                             | Michael Gilday                                                                | Travis Jayner                                                              |
| 22. bis 24. Oktober 2010                                                           | Montreal  | 1500 m         | Jeff Simon                                                                    | Simon Cho                                                                     | Guillaume Bastille                                                         |
| 22. bis 24. Oktober 2010                                                           | Montreal  | 1500 m         | Guillaume Bastille                                                            | Travis Jayner                                                                 | Maxime Châtaignier                                                         |
| 22. bis 24. Oktober 2010                                                           | Montreal  | 5000 m Staffel | KanadaFrançois-Louis Tremblay François Hamelin Michael Gilday Charles Hamelin | FrankreichThibaut Fauconnet Maxime Châtaignier Jérémy Masson Sébastien Lepape | Vereinigte StaatenSimon Cho Kyle Carr Travis Jayner Jeff Simon             |
| 22. bis 24. Oktober 2010                                                           | Montreal  | Team           | Vereinigte Staaten                                                            | Kanada                                                                        | Volksrepublik China                                                        |
| 29. bis 31. Oktober 2010                                                           | Québec    | 500 m          | Francois-Louis Tremblay                                                       | Liang Wenhao                                                                  | Francois Hamelin                                                           |
| 29. bis 31. Oktober 2010                                                           | Québec    | 1000 m         | Thibaut Fauconnet                                                             | Anthony Lobello                                                               | Yu Yongjun                                                                 |
| 29. bis 31. Oktober 2010                                                           | Québec    | 1000 m         | Charles Hamelin                                                               | Travis Jayner                                                                 | Guillaume Bastille                                                         |
| 29. bis 31. Oktober 2010                                                           | Québec    | 1500 m         | Michael Gilday                                                                | Nicola Rodigari                                                               | Maxime Châtaignier                                                         |
| 29. bis 31. Oktober 2010                                                           | Québec    | 5000 m Staffel | KanadaFrançois-Louis Tremblay François Hamelin Michael Gilday Charles Hamelin | Vereinigte StaatenSimon Cho Kyle Carr Travis Jayner Jeff Simon                | ItalienTommaso Dotti Edoardo Reggiani Nicola Rodigari Davide Viscardi      |
| 29. bis 31. Oktober 2010                                                           | Québec    | Team           | Kanada                                                                        | Volksrepublik China                                                           | Vereinigte Staaten                                                         |
| 3. bis 5. Dezember 2010                                                            | Changchun | 500 m          | Han Jialiang                                                                  | Thibaut Fauconnet                                                             | Ryan Bedford                                                               |
| 3. bis 5. Dezember 2010                                                            | Changchun | 500 m          | Semjon Jelistratow                                                            | Remi Beaulieu                                                                 | Ryōsuke Sakazume                                                           |
| 3. bis 5. Dezember 2010                                                            | Changchun | 1000 m         | Kim Byeong-jun                                                                | Thibaut Fauconnet                                                             | Maxime Châtaignier                                                         |
| 3. bis 5. Dezember 2010                                                            | Changchun | 1500 m         | Lee Ho-suk                                                                    | Liu Xianwei                                                                   | Simon Jeff                                                                 |
| 3. bis 5. Dezember 2010                                                            | Changchun | 5000 m Staffel | KanadaRemi Beaulieu Olivier Jean Michael Gilday Charles Hamelin               | Vereinigte StaatenSimon Cho Kyle Carr Kyle Uyehara Jeff Simon                 | SüdkoreaLee Ho-suk Noh Jin-kyu Sung Si-bak Kim Byeong-jun                  |
| 3. bis 5. Dezember 2010                                                            | Changchun | Team           | Südkorea                                                                      | Volksrepublik China                                                           | Kanada                                                                     |
| 10. bis 12. Dezember 2010                                                          | Shanghai  | 500 m          | Sung Si-bak                                                                   | Thibaut Fauconnet                                                             | Lee Ho-suk                                                                 |
| 10. bis 12. Dezember 2010                                                          | Shanghai  | 1000 m         | Noh Jinkyu                                                                    | Sjinkie Knegt                                                                 | Lee Ho-suk                                                                 |
| 10. bis 12. Dezember 2010                                                          | Shanghai  | 1500 m         | Kim Cheol Min                                                                 | Song Weilong                                                                  | Maxime Châtaignier                                                         |
| 10. bis 12. Dezember 2010                                                          | Shanghai  | 1500 m         | Noh Jinkyu                                                                    | Yuzu Takamido                                                                 | Olivier Jean                                                               |
| 10. bis 12. Dezember 2010                                                          | Shanghai  | 5000 m Staffel | SüdkoreaLee Ho-suk Noh Jin-kyu Sung Si-bak Kim Byeong-jun                     | KanadaLiam McFarlane Olivier Jean Michael Gilday Charles Hamelin              | NiederlandeSjinkie Knegt Niels Kerstholt Daan Breeuwsma Freek van der Wart |
| 10. bis 12. Dezember 2010                                                          | Shanghai  | Team           | Südkorea                                                                      | Kanada                                                                        | Volksrepublik China                                                        |
| 14. Januar bis 16. Januar 2011 Shorttrack-Europameisterschaften 2011 in Heerenveen |           |                |                                                                               |                                                                               |                                                                            |
| 11. Februar bis 13. Februar 2011                                                   | Moskau    | 500 m          | Simon Cho                                                                     | Paul Stanley                                                                  | Freek van der Wart                                                         |
| 11. Februar bis 13. Februar 2011                                                   | Moskau    | 1000 m         | Kim Byeong-jun                                                                | François Hamelin                                                              | Liang Wenhao                                                               |
| 11. Februar bis 13. Februar 2011                                                   | Moskau    | 1000 m         | Noh Jinkyu                                                                    | Thibaut Fauconnet                                                             | Travis Jayner                                                              |
| 11. Februar bis 13. Februar 2011                                                   | Moskau    | 1500 m         | Noh Jinkyu                                                                    | Travis Jayner                                                                 | Michael Gilday                                                             |
| 11. Februar bis 13. Februar 2011                                                   | Moskau    | 5000 m Staffel | NiederlandeSjinkie Knegt Niels Kerstholt Daan Breeuwsma Freek van der Wart    | FrankreichThibaut Fauconnet Maxime Châtaignier Jérémy Masson Sébastien Lepape | KanadaFrançois Hamelin Olivier Jean Michael Gilday Guillaume Blais Dufour  |
| 11. Februar bis 13. Februar 2011                                                   | Moskau    | Team           | Kanada                                                                        | Südkorea                                                                      | Vereinigte Staaten                                                         |
| 18. bis 20. Februar 2011                                                           | Dresden   | 500 m          | Thibaut Fauconnet                                                             | Simon Cho                                                                     | Travis Jayner                                                              |
| 18. bis 20. Februar 2011                                                           | Dresden   | 500 m          | Simon Cho                                                                     | Liang Wenhao                                                                  | Thibaut Fauconnet                                                          |
| 18. bis 20. Februar 2011                                                           | Dresden   | 1000 m         | Song Weilong                                                                  | Guillaume Bastille                                                            | Noh Jinkyu                                                                 |
| 18. bis 20. Februar 2011                                                           | Dresden   | 1500 m         | Liu Xianwei                                                                   | Lee Ho-suk                                                                    | Michael Gilday                                                             |
| 18. bis 20. Februar 2011                                                           | Dresden   | 5000 m Staffel | DeutschlandRobert Becker Paul Herrmann Torsten Kröger Robert Seifert          | SüdkoreaLee Ho-suk Noh Jin-kyu Um Cheon-ho Kim Byeong-jun                     | KanadaRemi Beaulieu Olivier Jean Michael Gilday Guillaume Blais Dufour     |
| 18. bis 20. Februar 2011                                                           | Dresden   | Team           | Volksrepublik China                                                           | Südkorea                                                                      | Kanada                                                                     |
| 11. März bis 13. März 2011 Shorttrack-Weltmeisterschaften 2011 in Sheffield        |           |                |                                                                               |                                                                               |                                                                            |
| 19. und 20. März 2011 Shorttrack-Teamweltmeisterschaften 2011 in Warschau          |           |                |                                                                               |                                                                               |                                                                            |

#### Weltcupstände
| Rang | Name                    | Punkte |
| ---- | ----------------------- | ------ |
| 1    | Simon Cho               | 4178   |
| 2    | Han Jialiang            | 2630   |
| 3    | Liang Wenhao            | 2601   |
| 4    | Charles Hamelin         | 2018   |
| 5    | Francois-Louis Tremblay | 1512   |
| 6    | Kim Byeong-jun          | 1483   |
| 7    | Sung Si-bak             | 1414   |
| 8    | Yang Jin                | 1372   |

| Rang | Name              | Punkte |
| ---- | ----------------- | ------ |
| 1    | Thibaut Fauconnet | 3344   |
| 2    | Noh Jinkyu        | 3152   |
| 3    | Travis Jayner     | 2571   |
| 4    | Kim Byeong-jun    | 2328   |
| 5    | Anthony Lobello   | 2247   |
| 6    | Sjinkie Knegt     | 2000   |
| 7    | Song Weilong      | 1878   |
| 8    | Michael Gilday    | 1659   |

| Rang | Name               | Punkte |
| ---- | ------------------ | ------ |
| 1    | Maxime Châtaignier | 2405   |
| 2    | Liu Xianwei        | 2358   |
| 3    | Michael Gilday     | 2306   |
| 4    | Guillaume Bastille | 2259   |
| 5    | Noh Jinkyu         | 2203   |
| 6    | Song Weilong       | 2088   |
| 7    | Jeff Simon         | 2041   |
| 8    | Lee Ho-suk         | 1827   |

| Rang | Team                | Punkte |
| ---- | ------------------- | ------ |
| 1    | Kanada              | 3800   |
| 2    | Südkorea            | 2850   |
| 3    | Niederlande         | 2460   |
| 4    | Vereinigte Staaten  | 2374   |
| 5    | Volksrepublik China | 2048   |
| 6    | Frankreich          | 2020   |
| 7    | Deutschland         | 1918   |
| 8    | Italien             | 1522   |

| Rang | Team                | Punkte |
| ---- | ------------------- | ------ |
| 1    | Kanada              | 4880   |
| 2    | Volksrepublik China | 4290   |
| 3    | Südkorea            | 3600   |
| 4    | Vereinigte Staaten  | 3304   |
| 5    | Frankreich          | 2106   |
| 6    | Niederlande         | 1874   |
| 7    | Russland            | 1712   |
| 8    | Japan               | 1590   |